# Торстен Лорд
Торстен Лорд (швед. Torsten Lord, 2 березня 1904 — 4 лютого 1970) — шведський яхтсмен.
Бронзовий призер Олімпійських Ігор 1936 (клас 6 метрів), 1948 (клас 6 метрів) років.